# Geranomyia unicolor
Geranomyia unicolor är en tvåvingeart som beskrevs av Alexander Henry Haliday 1833. Geranomyia unicolor ingår i släktet Geranomyia och familjen småharkrankar. Inga underarter finns listade i Catalogue of Life.

## Bildgalleri

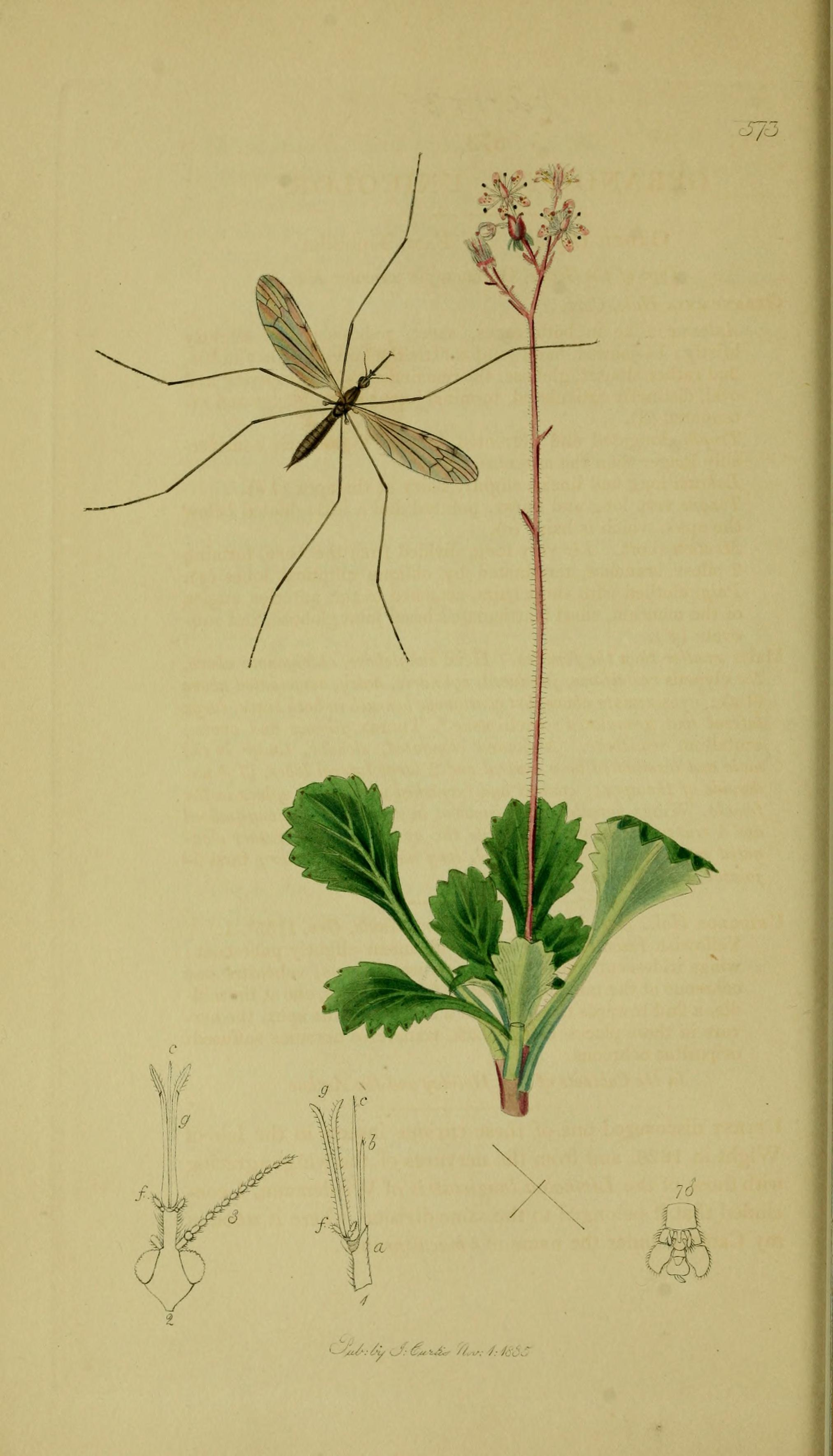